# Vnější zvukovod

Lidské ucho; patrný je vnější zvukovod („ear canal“)

Vnější zvukovod (též zevní zvukovod, ušní kanálek, lat. meatus acusticus externus) je dutina mezi bubínkem a povrchem těla, která vzniká poprvé u plazů jako velmi mělký prostor, zatímco u ptáků a savců dochází k jejímu velkému rozvoji a celý vnější zvukovod se protahuje do dlouhé trubice ústící na povrch těla. Funkcí vnějšího zvukovodu je vést zvuk z vnějšího prostředí (u savců z prostoru ušního boltce) směrem k ušnímu bubínku.

## Anatomie člověka
Lidský vnější zvukovod má stěny vystlané chrupavkou nebo kostí. První část, meatus acusticus externus cartilagineus, má chrupavčité stěny, zatímco v druhé části, meatus acusticus externus osseus, je podkladem bubínková kost (os tympanicum), což je část kosti spánkové. K okostici, případně k ochrustavici přirůstá tenká kůže, ve vnější části zvukovodu se v kůži nachází četné silné chlupy (sílící s věkem). V kůži se také nachází glandulae ceruminosae, žlázky produkující ušní maz (cerumen), jenž vychytává prach a nečistoty. Zvukovod je prokrven a inervován; nervy jsou senzitivní a směřují buď k bloudivému nervu, nebo jako n. auriculotemporalis k n. mandibularis, což je větev nervu trojklaného.
Vnější zvukovod má u člověka zahnutý tvar písmene „S“ a podél delší stěny měří na délku 3,5 cm. Na šířku má průměr cca 6–7,8 mm (podle místa měření). Kvůli prohnutému tvaru a navíc sestupu vnějšího zvukovodu není při pohledu dovnitř vidět ušní bubínek.

## Embryonální původ
Vnější zvukovod embryonálně vzniká z ektodermu první žaberní štěrbiny (mezi mandibulárním a hyoidním obloukem), konkrétně z její zádové (dorzální) části. Štěrbina směřuje směrem dovnitř těla a naráží na mezoderm, což je materiál pro budoucí bubínek. Za ním se již nachází endoderm vystélající dutinu středního ucha.